# Johannes Beleth

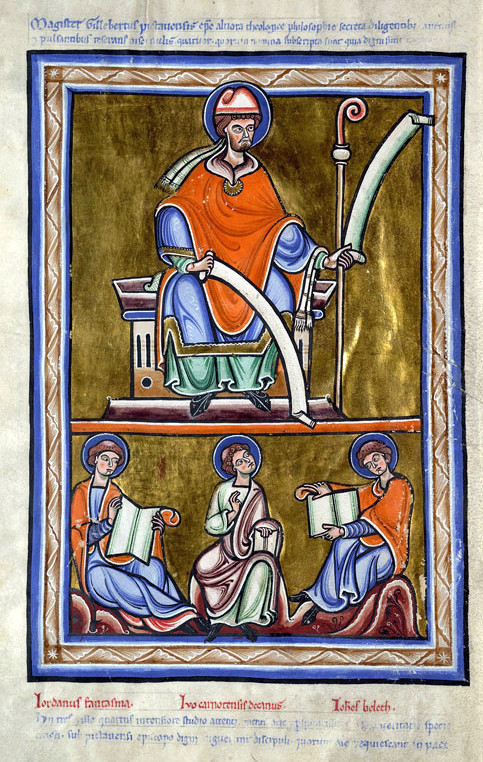
Gilbert von Portiers mit seinen Schülern, unten rechts Johannes Beleth

Johannes Beleth (bl. 1135–1182) war ein kirchlicher Lehrer im mittelalterlichen Frankreich. Bekannt ist er als Autor der Summa de ecclesiasticis officiis, die heute als wichtige Quelle der Liturgie im 12. Jahrhundert gilt.

## Leben
Beleth hielt sich 1135 im Kloster Tiron, etwa 35 km westlich von Chartres, auf. Er war ein Schüler von Gilbert von Poitiers. Heinrich von Gent zufolge war Beleth später als Rektor einer kirchlichen Schule in Paris tätig. 1182 wirkte er in der Kirche von Amiens.
In Anlehnung an die Lehre des Augustinus von Hippo zur Verdammnis der ungetauften Kinder verbot er, tote schwangere Frauen beim Begräbnisgottesdienst in der Kirche aufzubahren, da ihr ungeborenes Kind noch ungetauft war. Vor der Beerdigung der Schwangeren in geweihter Friedhofserde musste das Kind aus ihr herausgeschnitten und außerhalb des Friedhofs begraben werden. Dieses Verbot wurde nicht überall beachtet, auf sein Verbreitung aber weist indirekt das Norwegische Kirchengesetz hin, da es solche Vorgehensweisen ausdrücklich verbietet.
Er verfasste die Summa de ecclesiasticis officiis, das später zu großen Teilen im Rationale divinorum officiorum des Durandus von Mende aufging. In diesem Werk wird u. a. zum ersten Mal das Narrenfest (lat. festum stultorum) erwähnt.

## Werk
- Summa de ecclesiasticis officiis. In: PL. 202, col. 9-166.
- Summa de ecclesiasticis officiis. In: Corpus Christianorum Continuatio Mediaevalis. vol. 41A, herausgegeben von Heribert Douteil, Turnhout (1976)
- Summe der kirchlichen Offizien. Einleitung, Übersetzung und Anmerkungen von Lorenz Weinrich. Brepols, Turnhout / Belgien 2012, ISBN 978-2-503-54334-5.